# Sopszko Rudare
Sopszko Rudare (macedónul: Шопско Рударе) település Észak-Macedóniában, a Északkeleti körzetben, Kratovo községben.

## Népesség
| Lakosok száma | 997  | 1217 | 1280 | 1093 | 549  | 280  | 239  | 143  | 42   |
|               | 1948 | 1953 | 1961 | 1971 | 1981 | 1991 | 1994 | 2002 | 2021 |

- 2002-ben 143 lakosa volt, akik közül 142 macedón és 1 szerb.